# Engeo (Bremervörde)
Engeo (niederdeutsch Tingo) ist ein ehemaliger Ortsteil und jetziger Stadtteil der Stadt Bremervörde im Landkreis Rotenburg (Wümme) in Niedersachsen.

## Geografie
Engeo liegt im südlichen Teil des Stadtgebietes und wird von der Umgehungsstraße K102, der Oste und den Bahnschienen von den anderen Stadtteilen bzw. Ortsteilen abgegrenzt.

## Geschichte
Der ursprüngliche Ortsteil Engeo gründete im Jahr 1936 zusammen mit dem Ortsteil Spreckens eine gemeinsame Freiwillige Feuerwehr.

### Einwohnerzahl
| Jahr | Einwohner |
| ---- | --------- |
| 1820 | 041       |
| 1867 | 083       |
| 1871 | 145       |
| 1893 | 290       |
| 1897 | 305       |

## Infrastruktur

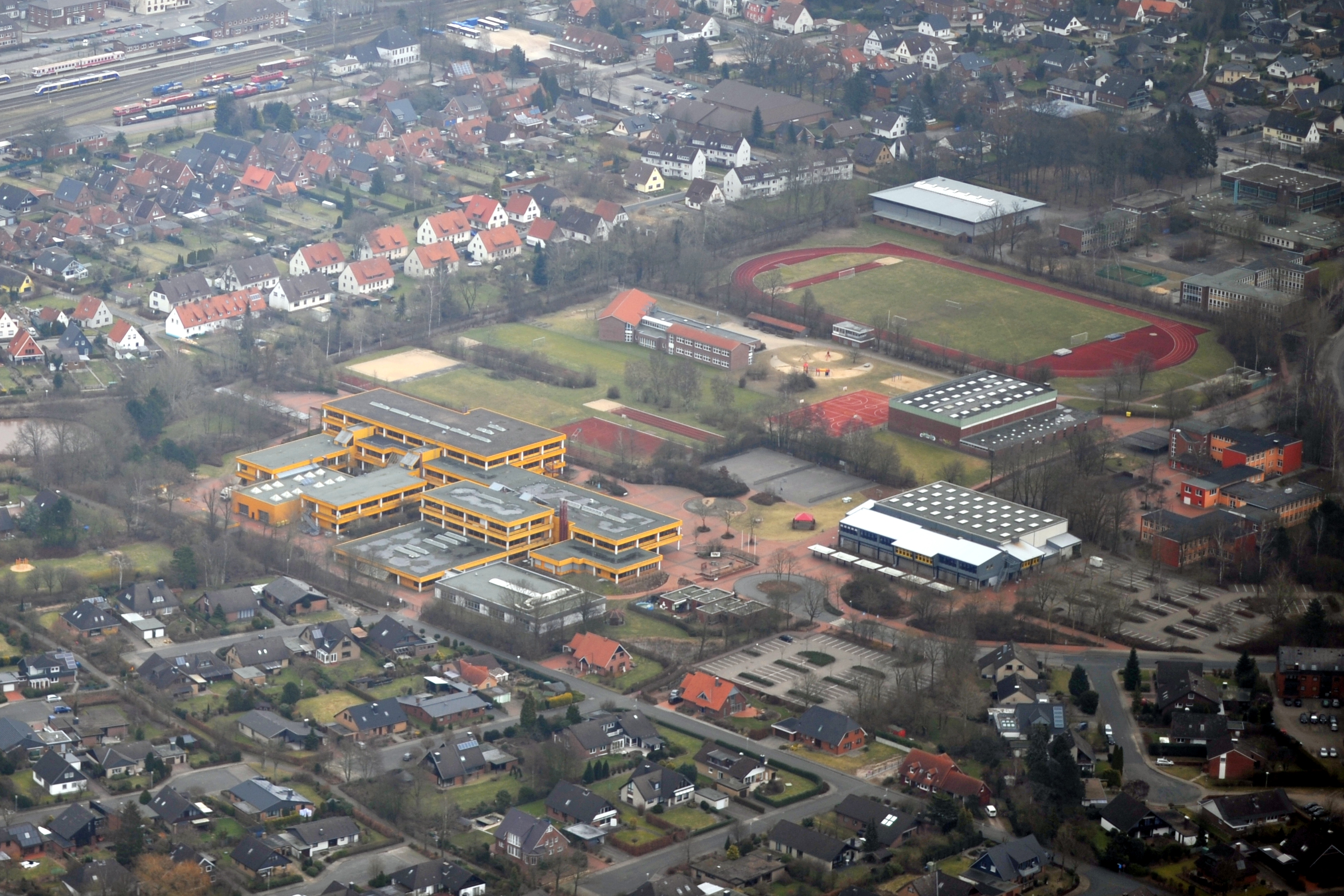
Das Schulzentrum Engeo in nordöstlicher Sicht

### Öffentliche Einrichtungen
- Landwirtschaftskammer Hannover in der Albrecht-Thaer-Straße 6
- Kreisverband Bremervörde des Niedersächsischen Landvolkes

### Bildung

#### Schulen
Der Stadtteil Engeo beherbergt das Schulzentrum Bremervörde Engeo, zu dem folgende Schulen gehören:
- Grundschule Engeo
- Findorff-Realschule Bremervörde
- Gymnasium Bremervörde
- Hauptschule Bremervörde
- Johann-Heinrich-von-Thünen-Schule, Berufsbildende Schulen Bremervörde

#### Kindertagesstätten
- DRK-Kindergarten

### Gesundheitswesen
Südlich befindet sich die OsteMed Klinik der OsteMed Kliniken und Pflege GmbH; sie versorgt das Stadtgebiet Bremervörde und die umliegenden Gemeinden und Ortsteile.